# Сара Фелбербаум
Сара Фелбербаум (на английски: Sarah Felberbaum) е италианска актриса.

## Биография
Родена е на 20 март 1980 година в Лондон. Майка ѝ е италианка, а баща ѝ англичанин. До две годишна живее в Англия, след това се премества със своите родители в Италия. На 15-годишна възраст започва да работи като модел и участва в реклами и видеоклипове. Получава награди от модни ревюта и става „Мис Венеция 1996“. Започва да се снима и за кориците на италиански списания и други медии.
През 2001 година дебютира в телевизията, а през 2007 – и в киното. Поканена е да играе главната роля в сериала „Дъщерята на Елиза“, където се запознава с актьора Джулио Берути. Една година след края на сериала те се женят и отиват да живеят в град Пиемонт. След 2 години им се ражда дъщеря, която кръщават Виктория.

## Филмография

### В киното
- 2007 – Cardiofitness, режисьор – Fabio Tagliavia

### В телевизията
- 2001 – Via Zanardi 33, режисьор Antonello De Leo
- 2005 – Caterina e le sue figlie, режисьор Fabio Jephcott
- 2007 – Caterina e le sue figlie 2, режисьори Luigi Parisi и Vincenzo Terracciano
- 2007 – La figlia di Elisa – Ritorno a Rivombrosa, режисьор – Stefano Alleva
- 2007 – Caravaggio, режисьор – Angelo Longoni
- 2009 – Il giudice Mastrangelo 3, режисьор – Enrico Oldoini
- 2009 – I Cesaroni 3, режисьор – Francesco Vicario